# Гари Шандлинг
Гари Еманюъл Шандлинг (на английски: Garry Emmanuel Shandling) е американски комик, актьор, режисьор, сценарист и продуцент. Известен е най-вече със ситкомите It's Garry Shandling's Show и The Larry Sanders Show.
Започва кариерата си като сценарист, пишейки за комедийни сериали като Sanford and Son и Welcome Back, Kotter. Прави успешни стендъп представления в The Tonight Show Starring Johnny Carson, където става редовен гост-водещ. Шандлинг дълго време е считан за водещ претендент за заместник на Джони Карсън. През 1986 г. създава It's Garry Shandling's Show за Showtime. Предаването му е номинирано за четири награди „Еми“ (включително една за самия него) и се задържа на екран до 1990 г. Вторият му проект е озаглавен The Larry Sanders Show и се появява в ефир по HBO през 1992 г. и е дори още по-успешно. Шандлинг получава 18 номинации за „Еми“ за него. В киното, той има появи в киновселенатата на Марвел, участвайки в Железният човек 2 и Завръщането на първия отмъстител. Озвучава костенурката Върн в През плета. Последното му представление също е озвучително – Ики в Книга за джунглата през 2016 г.
През кариерата си, обхващаща над 4 десетилетия, Шандлинг служи като водещ на наградите „Грами“ четири пъти и водещ на наградите „Еми“ три пъти.